# 1-й Силікатний провулок (Мелітополь)
1-й Силікатний провулок — провулок в Мелітополі. Йде від 2-го Силікатного провулка до Елеваторного провулка. Забудований приватними будинками.

## Назва
Провулок названий на честь розташованого неподалік заводу силікатної цегли.

## Історія
Рішення про присвоєння назви провулку прийнято 22 лютого 1957 року.